# رامبل
رامبل (به انگلیسی: Rumble) به کارگردانی همیش گریو یک فیلم کمدی ورزشی محصول سال ۲۰۲۲ آمریکا میباشد از صداپیشگان این انیمیشن میشه به ویل آرنت ،
تری کروس ، گرالداین ویسونافن ، رومن رینز ، تونی دنزا ، بکی لینچ سوزان کلچی واتسون ، استفان اسمیت ، جیمی تاترو ، 
بن شوارتز اشاره کرد. این فیلم انیمیشن در ۱۸ فوریه ۲۰۲۲ منتشر  شد.

## تاریخ انتشار
در تاریخ ۱۹ سپتامبر ۲۰۱۹ ، این فیلم قرار بود در ۳۱ ژوئیه سال ۲۰۲۰ اکران شود. در تاریخ ۱۲ نوامبر ۲۰۱۹ ، تاریخ انتشار به ۲۹ ژانویه ۲۰۲۱ منتقل شد. در تاریخ ۲۷ اکتبر سال ۲۰۲۰ ، تاریخ انتشار به دلیل همه گیری کووید ۱۹ به ۱۴ مه ۲۰۲۱ و بعداً به ۱۸ فوریه ۲۰۲۲ منتقل شد.